# チャールズ・F・アダムズ (ミサイル駆逐艦)
|          | |
| 艦歴     | |
| 発注     | 1957年3月28日                                                                                             |
| 起工     | 1958年6月16日                                                                                             |
| 進水     | 1959年9月8日                                                                                              |
| 就役     | 1960年9月10日                                                                                             |
| 退役     | 1992年11月20日                                                                                            |
| その後   | 2020年8月26日スクラップ処分                                                                               |
| 除籍     | 1992年11月20日                                                                                            |
| 性能諸元 | |
| 排水量   | 満載：4,500トン                                                                                           |
| 全長     | 437 ft (133.2 m)                                                                                          |
| 全幅     | 47 ft (14.3 m)                                                                                            |
| 吃水     | 22 ft (6.7 m)                                                                                             |
| 機関     | バブコック・アンド・ウィルコックスボイラー4缶 1,200psi、蒸気タービン2基、2軸推進                          |
| 最大速   | 30ノット以上                                                                                              |
| 乗員     | 士官、兵員354名                                                                                           |
| 兵装     | ターターミサイル発射機 1基 5インチ砲（Mk42） 2門 ASROC 8連装発射機 1基 12.8in(324mm)短魚雷3連装発射管 2基 |
| モットー | "First in class, second to none."                                                                         |

チャールズ・F・アダムズ (USS Charles F. Adams, DDG-2) は、アメリカ海軍のミサイル駆逐艦。チャールズ・F・アダムズ級ミサイル駆逐艦の1番艦。艦名はチャールズ・フランシス・アダムズ海軍長官に因む。

## 艦歴
チャールズ・F・アダムズは1958年6月16日にメイン州バスのバス鉄工所で起工する。1959年9月8日にR・ホーマンズ夫人（アダムズ長官の妹）によって命名、進水し、1960年9月10日に就役する。母港はサウスカロライナ州チャールストンであった。
フォレスト・シャーマン級駆逐艦の後継として意図された本艦は当初 DD-952 として指定された。艦型はフォレスト・シャーマン級に酷似しているが、チャールズ・F・アダムズは対空ミサイルを発射するために船体設計された最初のアメリカ海軍艦艇であった。艦のミサイル運用能力の反映かつ以前の駆逐艦と区別するためチャールズ・F・アダムズは進水前に DDG-2 （ミサイル駆逐艦）に艦種変更された。
就役後チャールズ・F・アダムズは、ウォーリー・シラーのマーキュリー8号回収作業に参加する。この作業中にキューバ危機が発生し、アダムズはカリブ海に移動、キューバの封鎖に従事した。1969年7月にチャールズ・F・アダムズはチャールストンを離れ、フロリダ州メイポートに母港を移転した。
本艦は1950年代の最新技術で設計されたが、1970年代中頃には本級は航空脅威に対して十分な対応ができないことは明らかになっていた。この脆弱性を縮小するために、海軍はNTU(New Threat Upgrade)プログラムに基づく改良を実施した。同プログラムではレーダー、兵装および通信機器の改善が行われ、艦の耐用年数が拡張された。NTUの下でアダムズ級は、AN/SLQ-32(V)2 EW が増設され電子戦能力が改善された。戦闘システムでは MK86火器管制装置、ヒューズ AN/SPS-52C 3Dレーダー、AN/SPG-51C （デジタル）射撃管制レーダーおよび海軍戦術情報システム (Naval Tactical Data System, NTDS) が導入された。艦は更にターターミサイル発射装置から RGM-84 ハープーン対艦ミサイルを発射できるようになった。
1980年代にレーガン政権はタイコンデロガ級ミサイル巡洋艦の建造を加速し、アダムズ級の後継としてアーレイ・バーク級ミサイル駆逐艦を建造することを決定した。その結果、タットノール (USS Tattnall, DDG-19) 、ゴールズボロー (USS Goldsborough, DDG-20) 、ベンジャミン・ストッダート (USS Benjamin Stoddert, DDG-22) の3艦のみが予定通り改修された。本級の他の艦は、SLQ-32とハープーン・ミサイルの改良を含む部分的な改良のみが行われ、アーレイ・バーク級が作戦運用能力に達するまでその耐用年数が拡張された。
チャールズ・F・アダムズは1992年11月20日に退役し、同日除籍された。その後はペンシルベニア州のフィラデルフィア海軍造船所で寄贈のため保管された。サギノー・ヴァレー海軍艦艇博物館委員会はアダムズをミシガン州ベイシティで博物館船及びメモリアルとして公開するために引き取ろうと試みた。しかしながら艦をセントローレンス海路を通して移動させるには多額の費用がかかるため計画は断念された。
以降、チャールズ・F・アダムズはフィラデルフィア海軍造船所で保管されていたが、2020年にスクラップ処分された。